# 萩原淳 (野球)
萩原 淳（はぎわら じゅん、1973年8月20日 - ）は、東京都西東京市出身の元プロ野球選手（内野手、投手）、プロ野球コーチ。

## 経歴

### プロ入り前
東海大甲府高校で1990年と1991年に選抜高等学校野球大会に出場。高校通算25本塁打の強打を誇り、強肩強打が持ち味の内野手として注目を集めた。1991年度ドラフト会議にてオリックス・ブルーウェーブから2位指名を受けて入団。

### オリックス時代
新人時代は同期ドラフトの田口壮・イチローと同じく期待されたが才能が開花せず、プロ入り9年間で1安打に終わる。そんな萩原の現状を重く見た仰木彬は2000年シーズン途中、投手へ転向させた。
投手転向2年目の2001年シーズンに一軍初登板を果たすと1回無失点に抑えた。同年はこの1試合の登板に終わった。
2002年シーズンには一から鍛え上げた直球を武器に活躍し、夏にはヘルニアで離脱した大久保勝信の後を受けて抑え投手も務め、48試合で10セーブ・防御率2.64と安定した活躍を見せた。当初は直球や多少変化するムービングファストボールしかなく変化球と呼べるものが全く投げられなかった。
変化球を投げられず直球を狙い撃ちされたことで翌年2003年シーズンは42試合に登板したものの防御率が6.90と悪化。チーム防御率5.95と投壊の一因となった。
そして翌年2004年シーズンも前年同様投手陣崩壊は変わらず、33試合の登板で防御率7.00とさらに悪化。2年連続でチーム防御率5点台後半の一因となった。オフの球団合併・選手分配ドラフトによってオリックス・バファローズに残留することが決まった。
合併球団1年目の2005年シーズンは中継ぎだけでなく中1日で先発したり（3回限定）、8回から延長12回まで一人で投げ抜くなどフル稼働し、新たにカーブを習得して49試合に登板して3勝2敗1セーブ・防御率3.89という好成績を挙げた。
2006年シーズンは前年の疲労から不本意な成績で二軍落ちも味わったが5年連続30試合以上の登板とチームに貢献した。
2007年シーズンは開幕からチームが不調だったが一軍での登板機会を与えられず、6月28日、清水章夫・木元邦之とのトレードで歌藤達夫とともに北海道日本ハムファイターズへ移籍。

### 日本ハム時代
移籍後の2007年はそれほど登板機会を多く与えられなかった。一軍再昇格後の9月28日に移籍後初勝利を挙げた。同年は5試合に登板するも防御率5点台と不調だった。チームはリーグ2連覇を果たし、CSも制して11月2日の日本シリーズ（対中日ドラゴンズ戦）でも中継ぎとして登板した。自身初の日本シリーズだったが、シーズン終了後に選手の若返りを図るチーム方針から戦力外通告を受けた。
11月7日の12球団合同トライアウトに参加した直後、同年まで日本ハムのゼネラルマネージャーを務めていた高田繁が来季から東京ヤクルトスワローズの監督へ就任するのに伴い高田から契約の誘いを受けて、12月4日に東京ヤクルトスワローズへ入団。

### ヤクルト時代
2008年シーズンはロングリリーフや敗戦処理ながらも完全に再生を果たし、150km/hを超える直球を連発する力のある投球を見せ磐石のリリーフ陣の一角を担ったが、安定感を欠き、25試合の登板に終わった。
2009年シーズンには自己最速の154km/hを計測するなど、衰え知らずの一面を見せた。しかし、9月中旬に右肩痛を発症したことで二軍へ降格。そのままシーズンを終えた。
2010年シーズンは移籍後初の一軍登板なしに終わり、10月3日に2度目の戦力外通告を受け、現役を引退。

### 引退後
2011年から2013年まで四国アイランドリーグplus・愛媛マンダリンパイレーツの投手コーチを務めた。退任理由は、在任中にチームがリーグ優勝を達成できず、指導者を一新したいという球団側の理由によるものだった。
2014年からは愛媛と同じリーグに所属する高知ファイティングドッグスの野手コーチを2シーズン務めた。
2016年3月1日、森山一人の後任として愛媛のコーチに就任することが発表され、3年ぶりに愛媛に復帰。ただし、前回が投手コーチであったのに対し、今回は野手コーチである。このシーズン、愛媛は2年連続となるリーグ総合優勝を達成している。2018年は愛媛は後期優勝したが、チャンピオンシップで香川オリーブガイナーズに敗れてリーグ総合優勝はならなかった。チャンピオンシップ終了後の10月10日、契約満了により同年シーズン限りで愛媛を退団することが発表された。
2019年1月23日、ルートインBCリーグ・滋賀ユナイテッドベースボールクラブ（2020年よりオセアン滋賀ブラックスに改称）の総合コーチへの就任が発表された。2シーズン務め、2021年シーズン開幕前の3月16日に退団が発表された。滋賀退任から12日後の3月28日、同じリーグ（2022年からは日本海オセアンリーグ）の富山GRNサンダーバーズ投手コーチに就任することが発表された。2022年シーズン終了後の10月24日に退任が発表された。

## 人物
ドラフト会議では、阪神タイガースから1位指名を受けた同姓の萩原誠と並ぶ超高校級の野手として注目され、マスコミに「もう一人の萩原」と評された。
高校時代は強打の内野手として注目されたがプロ入り9年目に投手へ転向。転向のきっかけは、練習で150km/hの速球を投げたことが仰木の目に留まったことからである。もし、投手転向を拒否した場合は、球団から戦力外になっていたことが明らかになっている。
投手転向後は150km/h前後の速球を中心に投げる中継ぎ投手として活躍した。変化球の球種自体は少ない分、速球派投手として、打者1人に対する短い登板から敗戦処理までこなせるほどのスタミナの持ち主。

## エピソード
- 仰木彬がオリックス・ブルーウェーブの監督を務めていた時に野手から投手に転向したのは、萩原以外に嘉㔟敏弘・今村文昭がいる。なお、萩原の場合は、今村や嘉勢のように投手から野手にコンバートした上で、投手に再コンバートした例とは違い、高校時代に投手経験がない。
- オリックスで打撃コーチを務めた新井宏昌は、身体能力が抜群だった萩原が野手として大成しなかった理由として「動体視力（瞬時にボールの変化や遠近感を捉える能力）が他の選手に比べて少し弱かったのでは」と語っている。
- 2005年6月5日の対広島東洋カープ戦と、移動日を挟んだ6月7日の対阪神タイガース戦で2試合連続の先発投手を務めた。いずれもいわゆる「オープナー」のように3回を2安打無失点、3回1失点という成績でマウンドを降りたため、勝敗は付かなかった。
- 2006年キャンプで同学年のイチローが訪れ、旧交を温めた。その際にイチローは紅白戦に出場し、萩原と対戦した。高校時代に「投手・鈴木（イチロー）、打者・萩原」として対戦したことがある2人は（イチローが萩原を抑える）、お互いに転向したことで当時と立場が全く逆になって対戦することに対し、感慨深いものがあったという。結果はイチローが「あいつ（萩原）に抑えられるわけにはいきませんから」の宣言どおり安打を放ち、高校時代からイチローの2連勝となった。
- オリックス時代は、オフになると神戸市をサブホームとする日光神戸アイスバックス（アジアリーグアイスホッケー）の応援にも駆けつけていた。このため、アイスバックス側からもオリックス時代と同じ42番のジャージを進呈されている。萩原は西東京市出身ということもあり、東伏見アイスアリーナにも子供の頃にアイスホッケー観戦に来ていた。

## 詳細情報

### 年度別投手成績
| 年 度     | 球 団      | 登 板 | 先 発 | 完 投 | 完 封 | 無 四 球 | 勝 利 | 敗 戦 | セ 丨 ブ | ホ 丨 ル ド | 勝 率 | 打 者 | 投 球 回 | 被 安 打 | 被 本 塁 打 | 与 四 球 | 敬 遠 | 与 死 球 | 奪 三 振 | 暴 投 | ボ 丨 ク | 失 点 | 自 責 点 | 防 御 率 | W H I P |
| --------- | ---------- | ----- | ----- | ----- | ----- | -------- | ----- | ----- | -------- | ----------- | ----- | ----- | -------- | -------- | ----------- | -------- | ----- | -------- | -------- | ----- | -------- | ----- | -------- | -------- | ------- |
| 2001      | オリックス | 1     | 0     | 0     | 0     | 0        | 0     | 0     | 0        | --          | ----  | 4     | 1.0      | 0        | 0           | 1        | 0     | 0        | 1        | 0     | 0        | 0     | 0        | 0.00     | 1.00    |
| 2002      | オリックス | 48    | 0     | 0     | 0     | 0        | 3     | 4     | 10       | --          | .429  | 258   | 64.2     | 42       | 8           | 26       | 4     | 1        | 55       | 0     | 0        | 19    | 19       | 2.64     | 1.05    |
| 2003      | オリックス | 42    | 1     | 0     | 0     | 0        | 1     | 3     | 4        | --          | .250  | 296   | 61.1     | 78       | 7           | 46       | 6     | 1        | 57       | 8     | 0        | 49    | 47       | 6.90     | 2.02    |
| 2004      | オリックス | 33    | 0     | 0     | 0     | 0        | 0     | 1     | 0        | --          | .000  | 178   | 36.0     | 41       | 10          | 27       | 1     | 2        | 26       | 1     | 0        | 28    | 28       | 7.00     | 1.89    |
| 2005      | オリックス | 49    | 5     | 0     | 0     | 0        | 3     | 2     | 1        | 8           | .600  | 334   | 81.0     | 66       | 13          | 34       | 0     | 3        | 73       | 3     | 0        | 41    | 35       | 3.89     | 1.23    |
| 2006      | オリックス | 33    | 0     | 0     | 0     | 0        | 3     | 4     | 0        | 4           | .429  | 212   | 49.0     | 48       | 7           | 27       | 0     | 3        | 31       | 4     | 0        | 29    | 28       | 5.14     | 1.53    |
| 2007      | 日本ハム   | 5     | 0     | 0     | 0     | 0        | 1     | 0     | 0        | 1           | 1.000 | 38    | 8.0      | 8        | 3           | 4        | 0     | 1        | 5        | 0     | 0        | 5     | 5        | 5.63     | 1.50    |
| 2008      | ヤクルト   | 25    | 0     | 0     | 0     | 0        | 1     | 0     | 0        | 0           | 1.000 | 144   | 32.0     | 44       | 5           | 9        | 0     | 0        | 16       | 2     | 0        | 23    | 20       | 5.63     | 1.66    |
| 2009      | ヤクルト   | 34    | 0     | 0     | 0     | 0        | 1     | 1     | 0        | 7           | .500  | 175   | 39.1     | 50       | 3           | 14       | 1     | 4        | 36       | 1     | 1        | 21    | 21       | 4.81     | 1.63    |
| 通算：9年 | 通算：9年  | 270   | 6     | 0     | 0     | 0        | 13    | 15    | 15       | 20          | .464  | 1639  | 372.1    | 377      | 56          | 188      | 12    | 15       | 300      | 19    | 1        | 215   | 203      | 4.91     | 1.52    |

### 年度別打撃成績
| 年 度      | 球 団      | 試 合 | 打 席 | 打 数 | 得 点 | 安 打 | 二 塁 打 | 三 塁 打 | 本 塁 打 | 塁 打 | 打 点 | 盗 塁 | 盗 塁 死 | 犠 打 | 犠 飛 | 四 球 | 敬 遠 | 死 球 | 三 振 | 併 殺 打 | 打 率 | 出 塁 率 | 長 打 率 | O P S |
| ---------- | ---------- | ----- | ----- | ----- | ----- | ----- | -------- | -------- | -------- | ----- | ----- | ----- | -------- | ----- | ----- | ----- | ----- | ----- | ----- | -------- | ----- | -------- | -------- | ----- |
| 1996       | オリックス | 4     | 3     | 3     | 0     | 1     | 0        | 0        | 0        | 1     | 0     | 0     | 0        | 0     | 0     | 0     | 0     | 0     | 1     | 0        | .333  | .333     | .333     | .667  |
| 1997       | オリックス | 1     | 2     | 1     | 0     | 0     | 0        | 0        | 0        | 0     | 0     | 0     | 0        | 1     | 0     | 0     | 0     | 0     | 1     | 0        | .000  | .000     | .000     | .000  |
| 1998       | オリックス | 2     | 2     | 2     | 0     | 0     | 0        | 0        | 0        | 0     | 0     | 0     | 0        | 0     | 0     | 0     | 0     | 0     | 0     | 1        | .000  | .000     | .000     | .000  |
| 2001       | オリックス | 1     | 0     | 0     | 0     | 0     | 0        | 0        | 0        | 0     | 0     | 0     | 0        | 0     | 0     | 0     | 0     | 0     | 0     | 0        | ----  | ----     | ----     | ----  |
| 2002       | オリックス | 48    | 0     | 0     | 0     | 0     | 0        | 0        | 0        | 0     | 0     | 0     | 0        | 0     | 0     | 0     | 0     | 0     | 0     | 0        | ----  | ----     | ----     | ----  |
| 2003       | オリックス | 42    | 0     | 0     | 0     | 0     | 0        | 0        | 0        | 0     | 0     | 0     | 0        | 0     | 0     | 0     | 0     | 0     | 0     | 0        | ----  | ----     | ----     | ----  |
| 2004       | オリックス | 33    | 0     | 0     | 0     | 0     | 0        | 0        | 0        | 0     | 0     | 0     | 0        | 0     | 0     | 0     | 0     | 0     | 0     | 0        | ----  | ----     | ----     | ----  |
| 2005       | オリックス | 49    | 1     | 1     | 0     | 0     | 0        | 0        | 0        | 0     | 0     | 0     | 0        | 0     | 0     | 0     | 0     | 0     | 1     | 0        | .000  | .000     | .000     | .000  |
| 2006       | オリックス | 33    | 0     | 0     | 0     | 0     | 0        | 0        | 0        | 0     | 0     | 0     | 0        | 0     | 0     | 0     | 0     | 0     | 0     | 0        | ----  | ----     | ----     | ----  |
| 2007       | 日本ハム   | 5     | 0     | 0     | 0     | 0     | 0        | 0        | 0        | 0     | 0     | 0     | 0        | 0     | 0     | 0     | 0     | 0     | 0     | 0        | ----  | ----     | ----     | ----  |
| 2008       | ヤクルト   | 25    | 2     | 2     | 0     | 0     | 0        | 0        | 0        | 0     | 0     | 0     | 0        | 0     | 0     | 0     | 0     | 0     | 2     | 0        | .000  | .000     | .000     | .000  |
| 2009       | ヤクルト   | 34    | 3     | 2     | 0     | 0     | 0        | 0        | 0        | 0     | 0     | 0     | 0        | 1     | 0     | 0     | 0     | 0     | 1     | 0        | .000  | .000     | .000     | .000  |
| 通算：12年 | 通算：12年 | 277   | 13    | 11    | 0     | 1     | 0        | 0        | 0        | 1     | 0     | 0     | 0        | 2     | 0     | 0     | 0     | 0     | 6     | 1        | .091  | .091     | .091     | .182  |

### 記録
投手記録
- 初登板：2001年6月18日、対千葉ロッテマリーンズ12回戦（グリーンスタジアム神戸）、9回表に3番手で救援登板・完了、1回無失点
- 初奪三振：同上、9回表に橋本将から
- 初勝利：2002年7月21日、対福岡ダイエーホークス14回戦（福岡ドーム）、5回裏2死に2番手で救援登板、3回1/3を無失点
- 初セーブ：2002年8月6日、対日本ハムファイターズ17回戦（東京ドーム）、9回裏に2番手で救援登板・完了、1回無失点
- 初先発：2003年7月30日、対日本ハムファイターズ18回戦（Yahoo! BBスタジアム）、4回2/3を3失点
- 初ホールド：2005年3月28日、対千葉ロッテマリーンズ1回戦（大阪ドーム）、7回表に2番手で救援登板、2回無失点

打者記録
- 初出場・初先発出場：1996年8月1日、対西武ライオンズ18回戦、（グリーンスタジアム神戸）、9番・三塁手
- 初安打：同上、郭泰源から

### 背番号
- 55 （1992年 - 2001年）
- 42 （2002年 - 2007年途中、2010年、2016年 - 2018年）
- 19 （2007年途中 - 同年終了）
- 48 （2008年 - 2009年）
- 77 （2011年 - 2013年）
- 99 （2014年 - 2015年）
- 85 （2019年 - 2021年3月16日）
- 78 （2021年3月28日 - 2022年）